# 고다마 (열차)
고다마(일본어: こだま)는 도카이도 신칸센, 산요 신칸센에서 운영되는 열차이다. 이 열차는 도카이도 신칸센, 산요 신칸센의 모든 역에 정차하는 열차로 가장 느린 편이다. 고다마의 경우 일본어로 메아리를 의미하며, 열차 등급을 표시하는 고유색은 파란색이다.

## 역사

### 일본국유철도시절
당시 일본국유철도(현 JR)가 1958년 11월 1일에 도카이도 본선이 전철화가 개통되면서 151계를 도입과 동시에 본격적인 운행이 시작되면서 특급열차로 운행하기 시작했다. 당시 특급열차는 디젤동차인 키하 82계, 키하 80계가 주류를 이루었지만 전철화가 가속되면서 다수의 디젤 특급열차들이 폐차되고 전동 특급열차로 도입되었다. 이 열차는 도쿄 ~ 오사카를 오가는 노선으로 6시간 50분을 기록했다. 협궤 열차 기준으로 163km로 당시 세계 최고 속도를 기록하게 되었다. 1959년에 10량 편성으로 증결되었다가 같은 해 12월에 12량 편성으로 증결되었다. 1961년 다이야 개정으로 왕복 2회 오사카 시종착으로 변경되었다. 1964년 9월에 도카이도 신칸센 개통과 함께 등급이 폐지되었다.

### 신칸센 시절
1964년 10월에 도카이도 신칸센 개통과 함께 등급이 신설된 열차로 도쿄 ~ 신오사카를 운행했다. 나고야, 교토만 정차하는 히카리와 함께 꿈의 초특급으로 불렸다. 1965년 5월 다이야 개정으로 그린차에 자유석을 설정했으나 이용률이 낮아서 1966년 7월부터 11월까지 지정석으로 변경되었다. 1970년 세계 박람회가 개최되면서 미시마 ~ 신오사카 구간에 엑스포 메아리(일본어: エキスポこだま)를 임시로 운행 했으나 1970년 세계 박람회가 끝나면서 그린차 좌석을 폐지했다.
1972년 3월 15일 산요 신칸센이 개통에 이어 같은 해 6월에 12량 편성에서 16량 편성으로 증결 작업을 시작해 1973년 8월에 전 편성이 16량 편성 증결 작업이 완료되었다. 1975년 3월 10일 하카타 연장에 대응해서 운전 구간이 연장하면서 길게 도카이도 신칸센, 산요 신칸센의 전 구간을 운행했다. 1973년에 식당차 이용객이 감소되면서 식당차 서비스가 중단되었다. 1976년에 0계 K편성 16량 열차가 최초로 자유석에 금연석으로 지정되었다. 1980년 1월에 열차 운행이 감축과 동시에 1호차가 금연석이 되었다. 1984년에 금연석이 추가로 확대되었다. 1985년에 12량 열차가 운행을 개시한데 이어 같은 해 6월에 하카타 기점으로 6량 편성도 운행에 들어갔다. 1986년에 영업 최고 속도 220km를 증가하면서 도쿄 ~ 신오사카 구간에 3시간 52분을 주파했다.
1987년 4월, 일본국유철도가 JR로 민영화가 되면서 도카이도 신칸센는 도카이 여객철도(이하 JR 도카이)가 담담하게 되었고 산요 신칸센의 경우 서일본 여객철도(이하 JR 서일본)가 담당하고 있다. 또한 양사간 상호 직결 운행에 의해 한동안 운행 체제를 유지했다. 1989년에 도카이도 신칸센 구간에 16량으로 증편했다. 1990년 3월에 히메지 ~ 히로시마 구간에 왕복 4회가 신설되었다. 1996년에 도카이도 신칸센 구간에 오전에 한해 100계 차량을 도입했다. 1997년에 4량 편성인 0계 Q편성 도입했다.
1999년 9월 18일에 도카이도 신칸센 구간에 0계 운행이 종료에 이어 같은 해 10월에 다이야 개정으로 시즈오카 ~ 오카야마 구간을 잇는 열차가 신오사카로 단축되면서 도카이도 신칸센, 산요 신칸센 직결 노선이 폐지되었다.
2000년에 4량 편성인 100계 P편성 도입했다. 2001년에 300계 차량이 도입되었다. 2002년에 6량 편성인 100계 K편성 도입했다. 같은 해 6월에 2002년 FIFA 월드컵이 일본에서 개최하면서 요코하마 국제 종합 경기장 관람 이용객을 위해 한시적으로 신요코하마 ~ 도쿄간 고다마호를 운행했다. 2003년 9월 16일에 도카이도 신칸센 구간에 100계 16량 편성 운행을 종료되었다. 2005년 다이야 개정으로 100계 P12편성을 재도색 후 산요 신칸센 구간에 도입했다. 2006년 다이야 개정으로 16량 편성 4호차에 금연석이 되었다. 2007년 7월 다이야 개정으로 산요 신칸센 구간에서 운행하는 임시 열차 1회가 상시 운행이 실시되었다. 2008년 3월에 다이야 개정으로 도쿄 ~ 나고야 구간 및 미시마 ~ 신오사카 구간에 700계 16량 편성 운행을 개시했고 고쿠라 ~ 하카타 구간에 N700계 16량 편성 운행을 시작했다. 같은 해 12월 14일에, 산요 신칸센에 0계 차량이 고다마 659호(오카야마 ~ 하카타) 구간 운용을 끝으로 퇴역되면서 당시 노조미를 운행했던 500계가 8량화 작업 후 이 노선에 투입했다. 2009년에 N700계를 도입하면서 도쿄 ~ 미시마 및 하마마쓰 ~ 도쿄 구간을 운행했다. 2010년 3월에 다이야 개정으로 첫차 및 막차 시간대에 한해 신시모노세키 ~ 고쿠라 ~ 하카타 구간에 N700계 16량 편성 운행을 시작했다.
2011년에 큐슈 신칸센과 산요 신칸센과의 상호 직결 운행이 개시된 이후에, 4량 편성인 100계 P편성이 퇴역과 동시에 6량 편성인 100계 K편성도 오카야마로 단축되었다. 2012년 3월 16일에 100계, 300계 차량이 고다마 650호(신오사카 ~ 도쿄), 고다마 727호(오카야마 ~ 하카타), 고다마 766호(하카타 ~ 오카야마) 구간 운용을 끝으로 퇴역에 이어 같은 해 전 좌석에 금연석이 되었고 그와 동시에 3월 17일 다이야 개정과 함께 차내 판매를 종료하였다. 2013년 4월에 특별 승차권을 발매하기 시작했다. 2014년 다이야 개정으로 도쿄 ~ 나고야 구간 운행 시 N700계로 완전히 전환되었다. 2015년 다이야 개정으로 출근 시간대 도쿄에서 출발하는 열차의 경우 왕복 3회를 제외한 전 시간대 13호차가 자유석에서 지정석으로 전환되었다. 같은 해 11월 7일에 산요 신칸센 개통 40주년과 신세기 에반게리온 출시 20주년을 맞이해 신세기 에반게리온 열차 운행을 시작했다. 당초 2017년에 운행이 종료될 예정이었으나, 2018년 5월 13일까지 추가 연장되었다. 2018년 3월 17일 다이야 개정으로 고다마 763호(오카야마 ~ 히로시마)가 히카리 481호(도쿄 ~ 오카야마)와 통합과 동시에 운행이 종료되었다. 같은 해 3월, 서일본여객철도(이하 JR서일본)는 서일본 지역 활성화를 목표로 추진하는 헬로 키티 테마 열차를 기획 했으며 같은 해 6월 30일부터 산요 신칸센 구간에 운행을 시작했다.

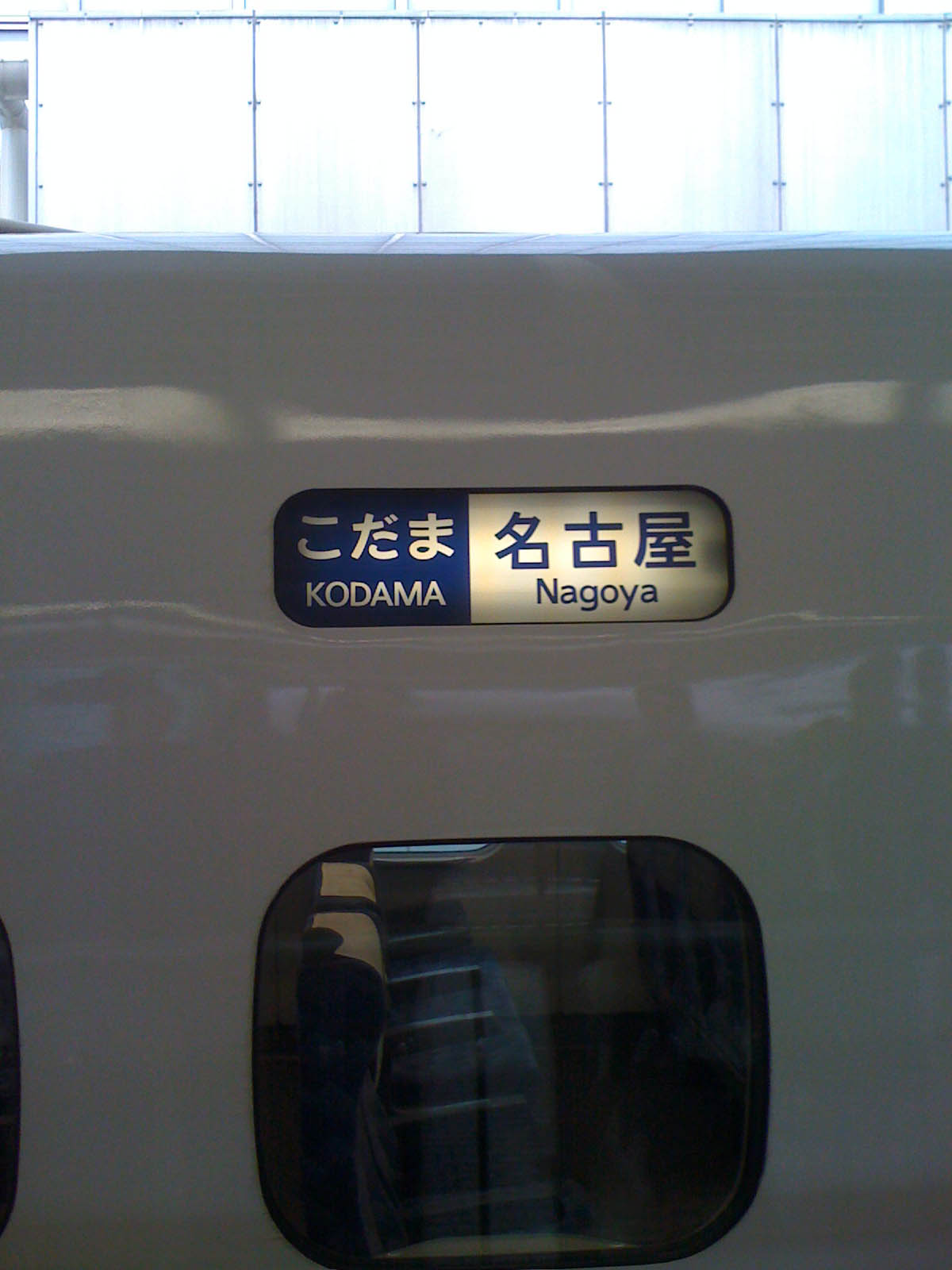
고다마 롤지 행선지
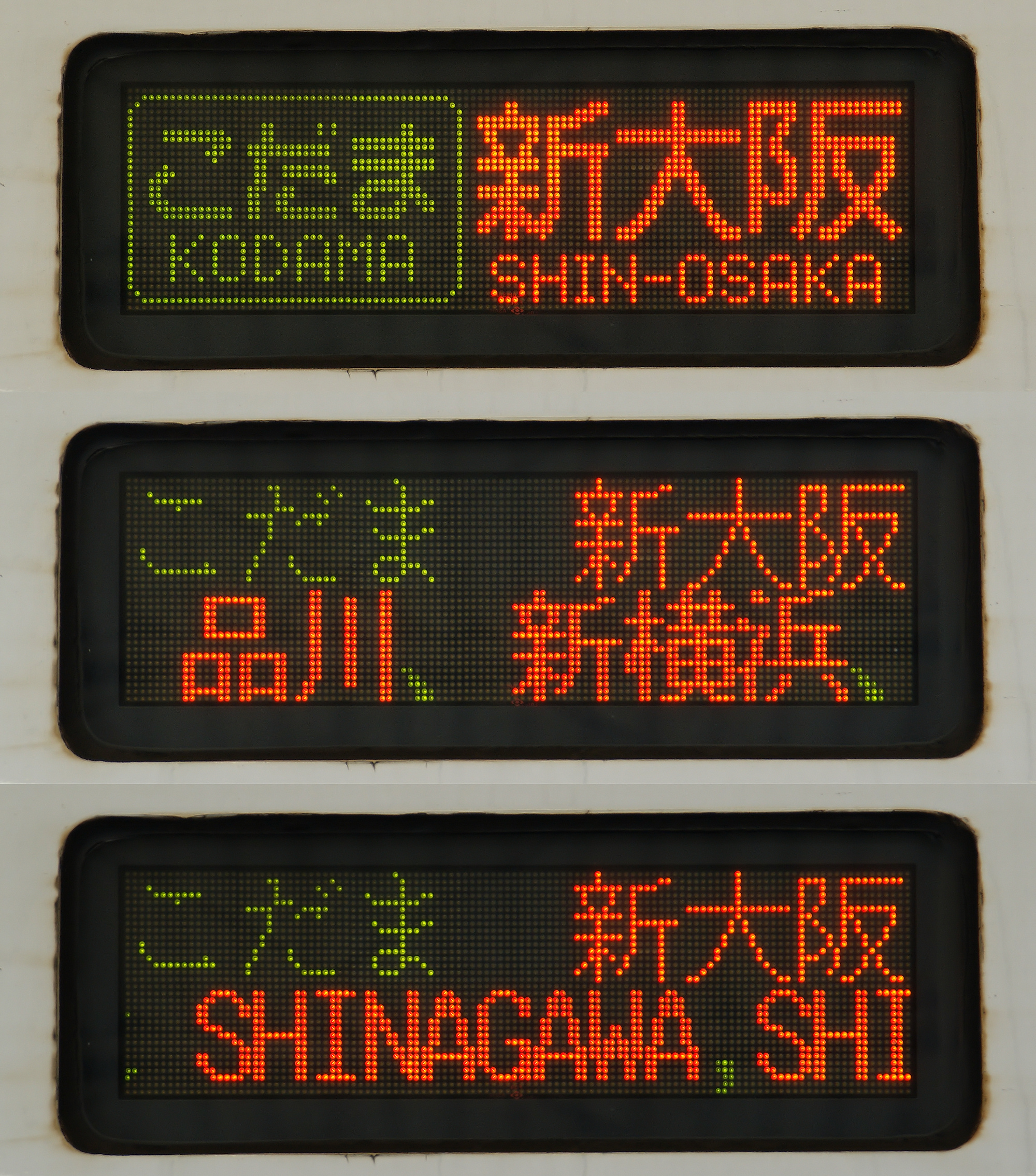
고다마 LED 행선지

## 운행 현황
| 운행 노선 | 열차 번호                   | 운행 구간                                                                                         | 차량               | 비고                                               |
| --------- | --------------------------- | ------------------------------------------------------------------------------------------------- | ------------------ | -------------------------------------------------- |
| 도카이도  | 700호 ~ 754호               | 도쿄 ~ 나고야, 신오사카 미시마, 시즈오카, 나고야 ~ 신오사카                                       | N700계 N700S계     |                                                    |
| 도카이도  | 800호 ~ 826호               | 도쿄 ~ 미시마, 시즈오카, 하마마쓰                                                                 | N700계 N700S계     |                                                    |
| 산요      | 760호 ~ 767호               | 신오사카 ~ 오카야마, 히로시마                                                                     | 500계 700계 N700계 | 일부 시간대 중간 시종착 운행                       |
| 산요      | 771호 ~ 782호 830호 ~ 878호 | 신오사카 ~ 하카타 히로시마, 신야마구치, 신시모노세키, 고쿠라 ~ 하카타 오카야마, 히로시마 ~ 하카타 | 500계 700계 N700계 | 771호, 780호 열차의 경우 N700계 16량 편성으로 운행 |

1. ↑  일부 시간대 히메지 → 하카타 및 신오사카 → 신야마구치 구간을 편도로 운행한다.
2. ↑  일부 시간대 후쿠야마, 미하라, 신이와쿠니 → 신오사카, 하카타 → 후쿠야마, 오카야마 → 미하라 구간을 편도로 운행한다.

## 정차역
주로 신요코하마, 오다와라, 아타미, 미시마, 신후지, 시즈오카, 가케가와, 하마마쓰, 도요하시, 미카와안조, 기후하시마, 마이바라, 니시아카시, 히메지, 아이오이, 신쿠라시키, 후쿠야마, 신오노미치, 미하라, 히가시히로시마, 신이와쿠니, 도쿠야마, 신야마구치, 아사, 신시모노세키와 같은 중소 도시에서 가장 두드러지게 이용되고 있다. 또한 산요 신칸센 운행되는 고다마의 경우 대부분 하카타에서 하카타미나미 선을 통해 하카타미나미까지 운행하나 열차 명칭이 없는 재래선 급행으로 표기한다.

### 도카이도 신칸센
| 운행 횟수                      | 도쿄 | 시나가와 | 신요코하마 | 오다와라 | 아타미 | 미시마 | 신후지 | 시즈오카 | 가케가와 | 하마마쓰 | 도요하시 | 미카와안조 | 나고야 | 기후하시마 | 마이바라 | 교토 | 신오사카 | 비고           |
| ------------------------------ | ---- | -------- | ---------- | -------- | ------ | ------ | ------ | -------- | -------- | -------- | -------- | ---------- | ------ | ---------- | -------- | ---- | -------- | -------------- |
| 하행 11회 상행 12회            | ●    | ●        | ●          | ●        | ●      | ●      | ●      | ●        | ●        | ●        | ●        | ●          | ●      | ●          | ●        | ●    | ●        |                |
| 하행 18회 상행 16회            | ●    | ●        | ●          | ●        | ●      | ●      | ●      | ●        | ●        | ●        | ●        | ●          | ●      |            |          |      |          | 왕복 34회 운행 |
| 하행 3회 상행 5회              | ●    | ●        | ●          | ●        | ●      | ●      | ●      | ●        | ●        | ●        |          |            |        |            |          |      |          | 왕복 3회 운행  |
| 하행 3회 상행 5회              | ●    | ●        | ●          | ●        | ●      | ●      | ●      | ●        |          |          |          |            |        |            |          |      |          | 왕복 5회 운행  |
| 하행 5회 상행 8회              | ●    | ●        | ●          | ●        | ●      | ●      |        |          |          |          |          |            |        |            |          |      |          | 왕복 14회 운행 |
| 하행 4회 상행 5회              |      |          |            |          |        | ●      | ●      | ●        | ●        | ●        | ●        | ●          | ●      | ●          | ●        | ●    | ●        | 왕복 3회 운행  |
| 하행 4회 상행 5회              |      |          |            |          |        |        |        | ●        | ●        | ●        | ●        | ●          | ●      | ●          | ●        | ●    | ●        | 왕복 3회 운행  |
| 하행 4회 상행 5회              |      |          |            |          |        |        |        |          |          |          |          |            | ●      | ●          | ●        | ●    | ●        | 왕복 3회 운행  |
| ●＝정차；■＝일부 정차；↔＝통과 |      |          |            |          |        |        |        |          |          |          |          |            |        |            |          |      |          |                |

### 산요 신칸센
| 운행 횟수 | 신오사카 | 신코베 | 니시아카시 | 히메지 | 아이오이 | 오카야마 | 신쿠라시키 | 후쿠야마 | 신오노미치 | 미하라 | 히가시히로시마 | 히로시마 | 신이와쿠니 | 도쿠야마 | 신야마구치 | 아사 | 신시모노세키 | 고쿠라 | 하카타 | 비고           |
| --- | -------- | ------ | ---------- | ------ | -------- | -------- | ---------- | -------- | ---------- | ------ | -------------- | -------- | ---------- | -------- | ---------- | ---- | ------------ | ------ | ------ | -------------- |
| 하행 25회 상행 26회 | ●        | ●      | ●          | ●      | ●        | ●        | ●          | ●        | ●          | ●      | ●              | ●        | ●          | ●        | ●          | ●    | ●            | ●      | ●      |                |
| 하행 25회 상행 26회 | ●        | ●      | ●          | ●      | ●        | ●        | ●          | ●        | ●          | ●      | ●              | ●        | ●1         |          |            |      |              |        |        | 왕복 1회 운행  |
| 하행 25회 상행 26회 | ●        | ●      | ●          | ●      | ●        | ●        | ●          | ●        | ●          | ●      | ●              | ●        |            |          |            |      |              |        |        | 왕복 1회 운행  |
| 하행 25회 상행 26회 | ●        | ●      | ●          | ●      | ●        | ●        | ●          | ●        | ●          | ●      |                |          |            |          |            |      |              |        |        | 왕복 2회 운행  |
| 하행 25회 상행 26회 | ●        | ●      | ●          | ●      | ●        | ●        | ●          | ●        |            |        |                |          |            |          |            |      |              |        |        | 왕복 1회 운행  |
| 하행 25회 상행 26회 | ●        | ●      | ●          | ●      | ●        | ●        |            |          |            |        |                |          |            |          |            |      |              |        |        | 왕복 3회 운행  |
| 하행 25회 상행 26회 |          |        |            |        |          | ●        | ●          | ●        | ●          | ●      | ●              | ●        | ●          | ●        | ●          | ●    | ●            | ●      | ●      | 왕복 15회 운행 |
| 하행 25회 상행 26회 |          |        |            |        |          | ●        | ●          | ●        | ●          | ●      | ●              | ●        | ●          | ●        | ●          |      |              |        |        | 왕복 1회 운행  |
| 하행 25회 상행 26회 |          |        |            |        |          | ●        | ●          | ●        | ●          | ●      | ●              | ●        |            |          |            |      |              |        |        | 왕복 7회 운행  |
| 하행 3회 |          |        |            |        |          |          |            |          |            |        |                | ●        | ●          | ●        | ●          | ●    | ●            | ●      | ●      | 왕복 3회 운행  |
| 하행 6회 상행 7회 |          |        |            |        |          |          |            |          |            |        |                |          |            |          | ●          | ●    | ●            | ●      | ●      | 왕복 2회 운행  |
| 하행 6회 상행 7회 |          |        |            |        |          |          |            |          |            |        |                |          |            |          | ●          | ●    | ●            | ●2     |        | 왕복 1회 운행  |
| 하행 6회 상행 7회 |          |        |            |        |          |          |            |          |            |        |                |          |            |          |            |      | ●            | ●      | ●      | 왕복 1회 운행  |
| 하행 6회 상행 7회 |          |        |            |        |          |          |            |          |            |        |                |          |            |          |            |      |              | ●      | ●      | 왕복 8회 운행  |
| 1 하루 1회 신오사카 방면 운행 시 편도로 운행하며 신이와쿠니 시착이다. 2 하루 1회 신오사카 방면 운행 시 편도로 운행하며 첫차 시간대 운행한다. |          |        |            |        |          |          |            |          |            |        |                |          |            |          |            |      |              |        |        |                |
| ●＝정차；■＝일부 정차；↔＝통과 |          |        |            |        |          |          |            |          |            |        |                |          |            |          |            |      |              |        |        |                |

## 운행 열차
- 현재 운행하고 있는 고다마의 경우 도카이도 신칸센, 산요 신칸센 구간에서 운용하고 있으며 차량 사업소의 경우 도카이여객철도의 경우 도쿄 파출소 검사 차량소, 오사카 파출소 검사 차량소 소속이고 서일본여객철도의 경우 하카타 종합차량사업소 소속이다. 그 중 N700계 8량 편성의 경우 구마모토 종합 차량소(큐슈여객철도) 소속이다.

### 현재 운행하는 열차
- 500계 (산요 신칸센)
- 700계 (산요 신칸센)
- N700계 (산요 신칸센/도카이도 신칸센)
- N700S계 (산요 신칸센/도카이도 신칸센)

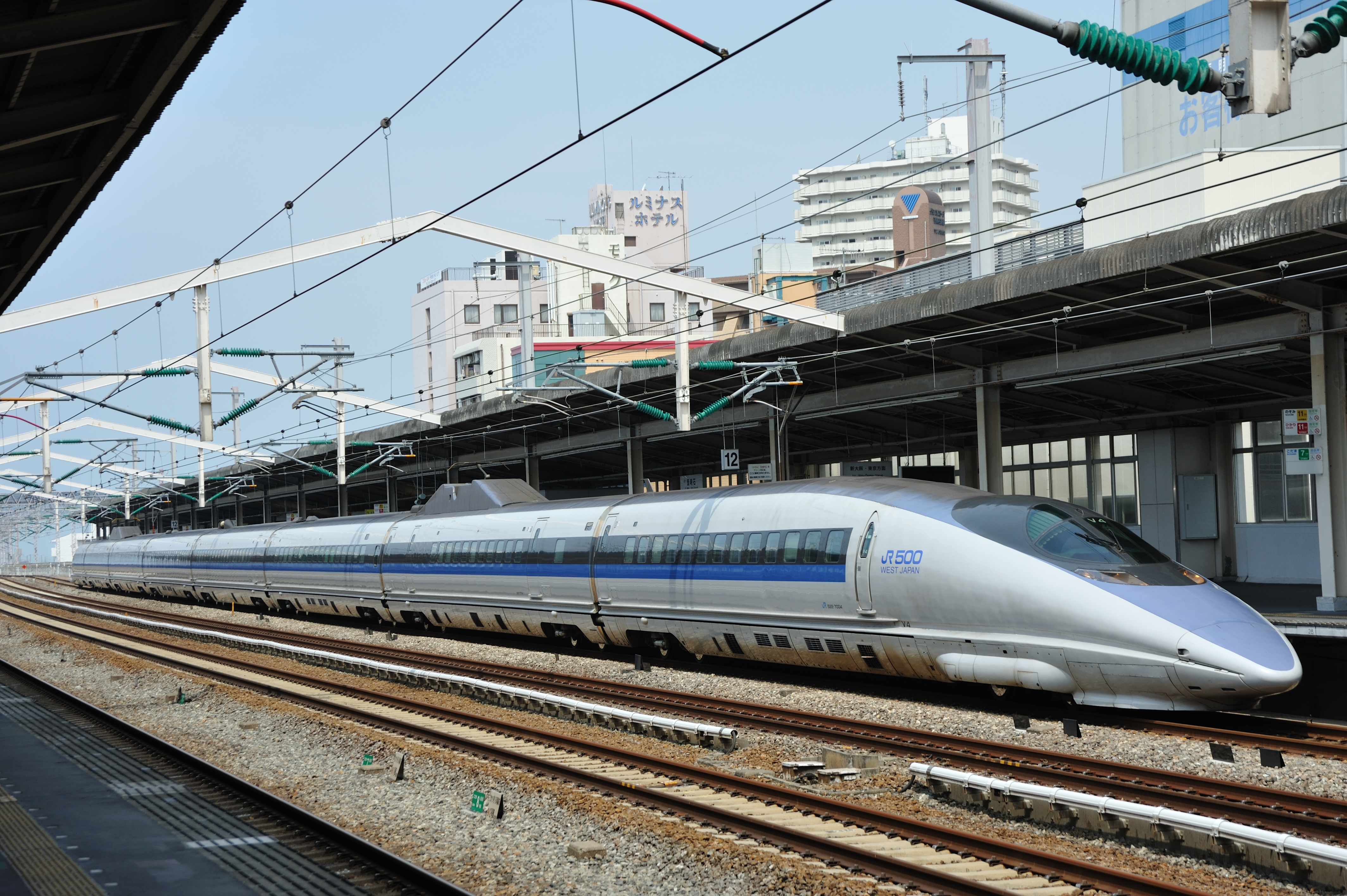
신칸센 500계
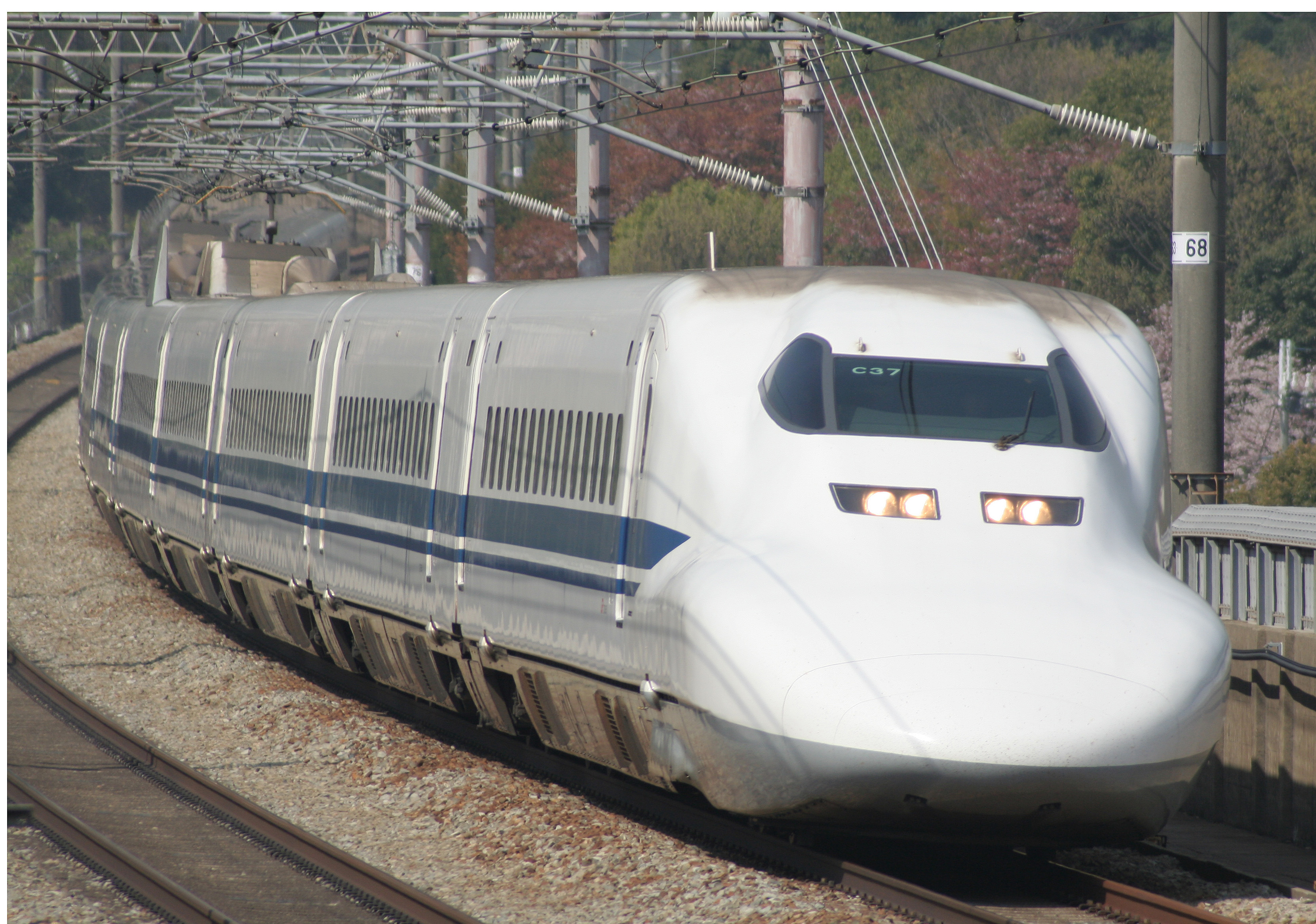
신칸센 700계
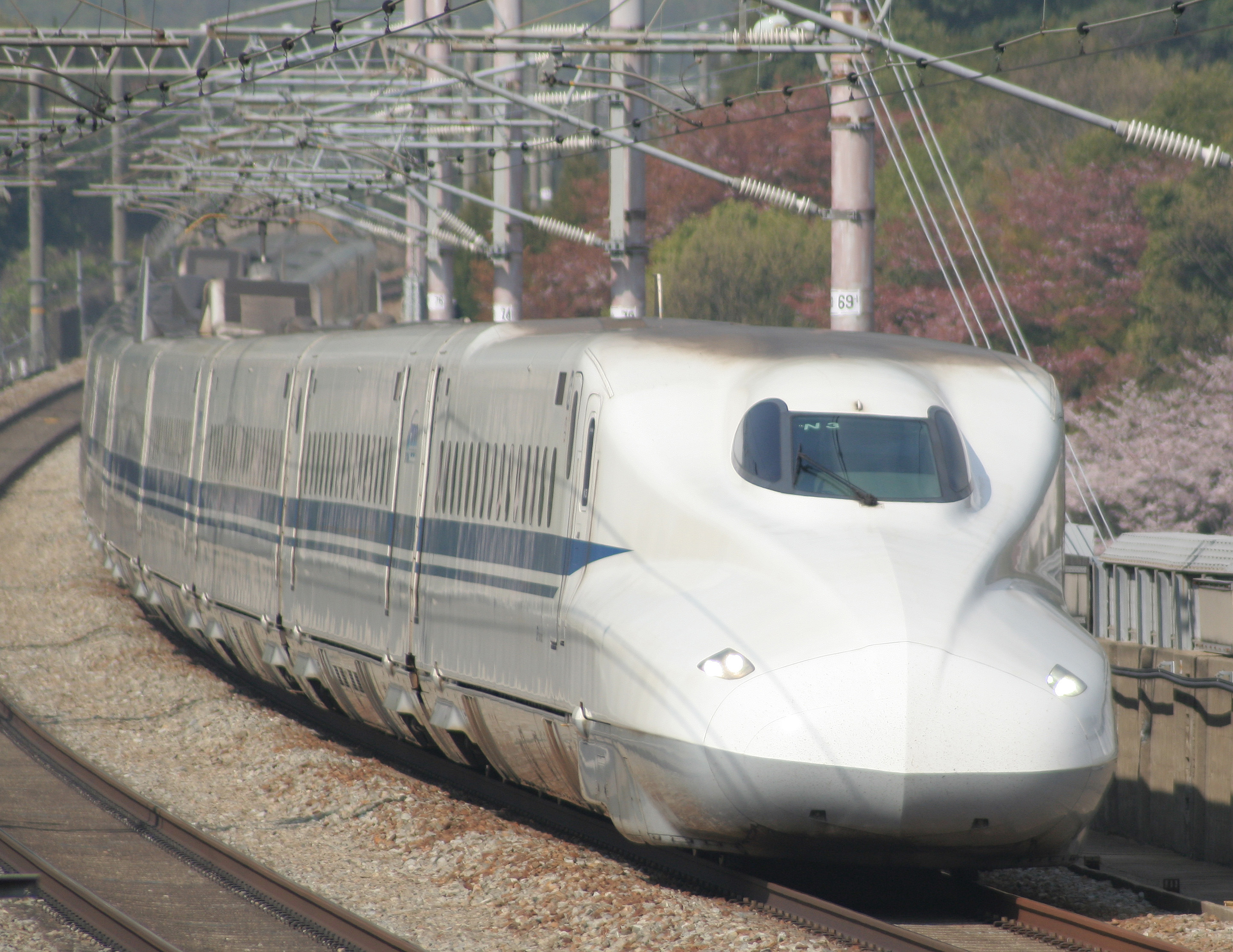
신칸센 N700계
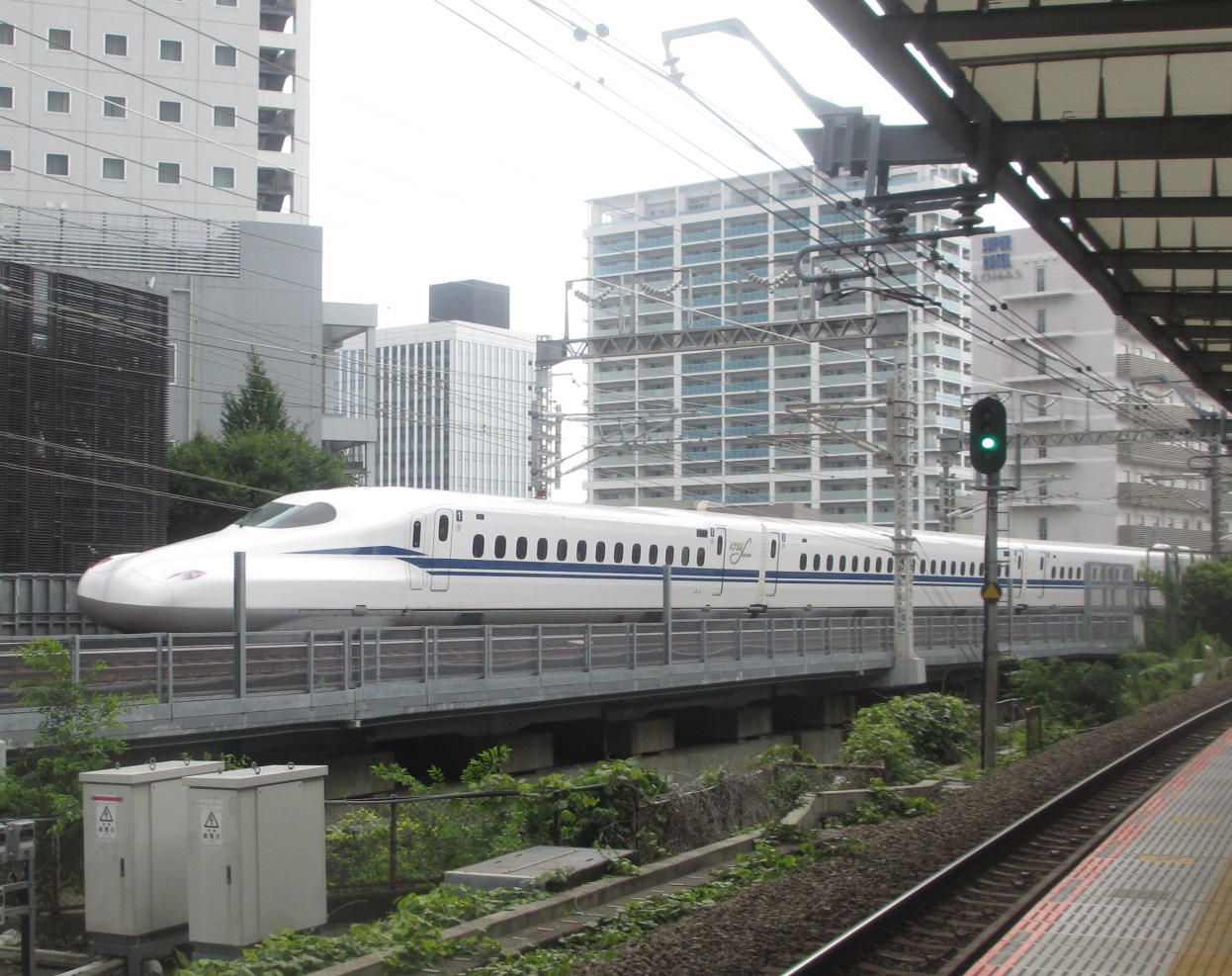
신칸센 N700S계

### 퇴역 및 과거 운행 열차
일본국유철도 시절

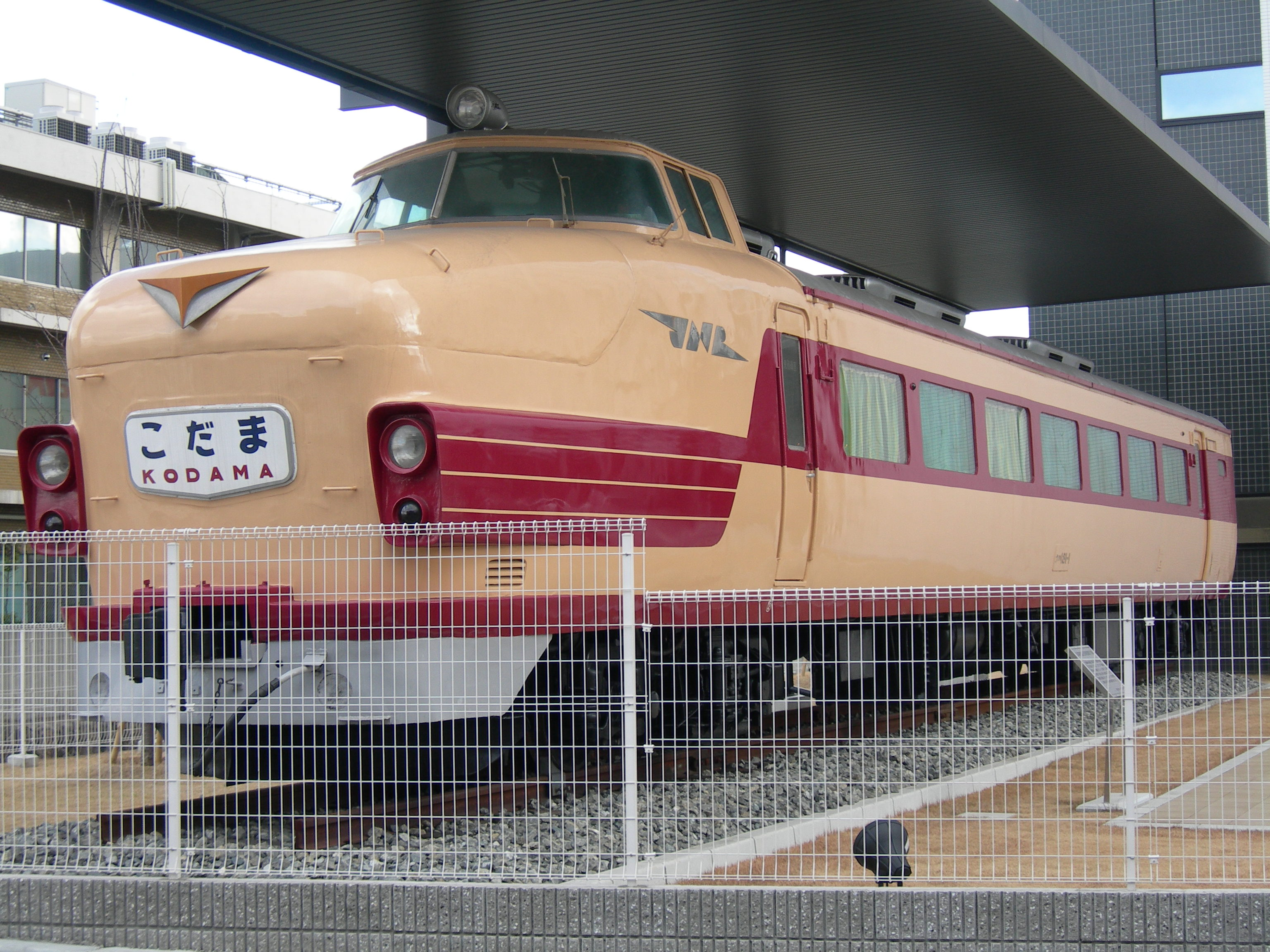
151계

- 151계

신칸센 시절
- 0계
- 100계
- 300계

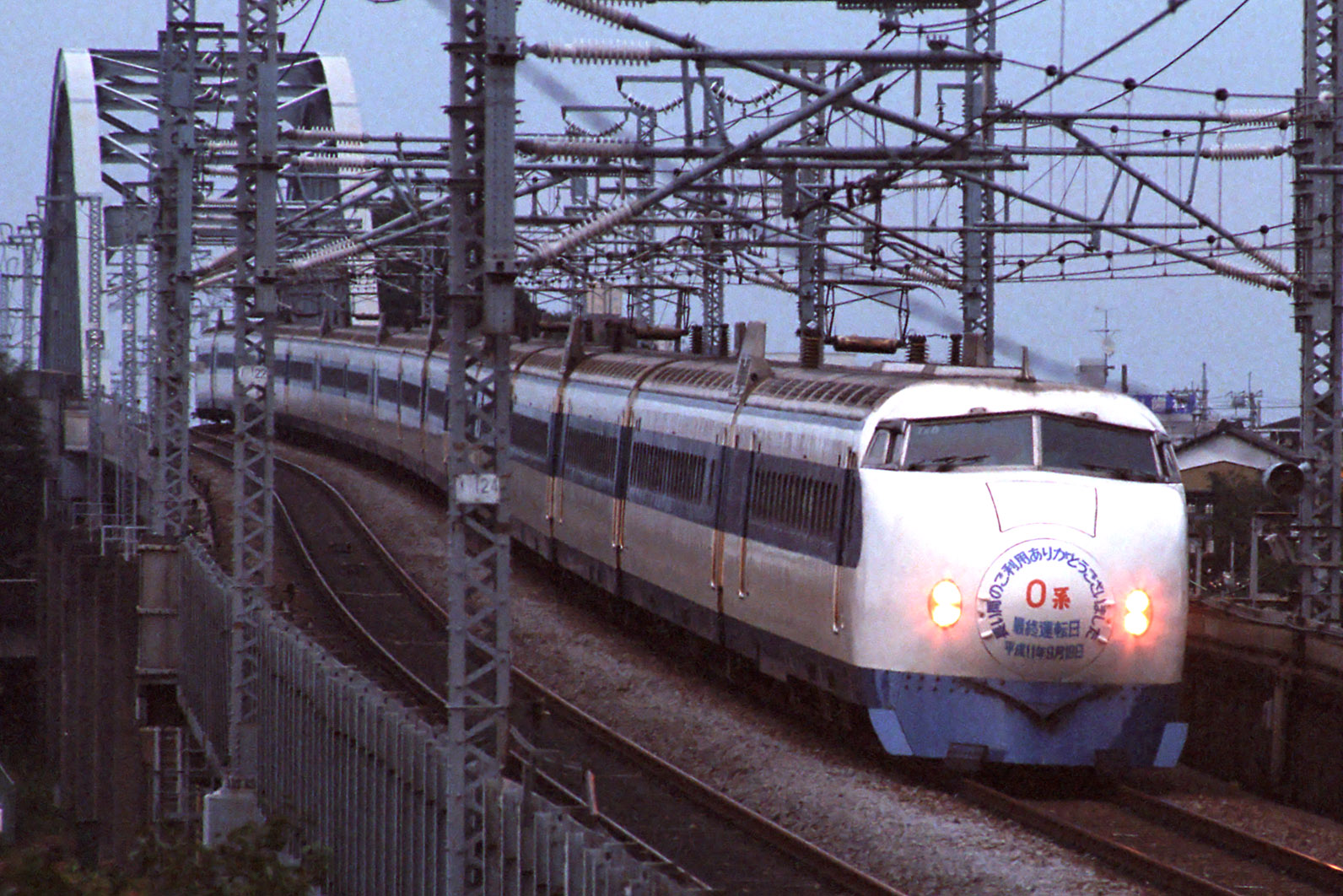
신칸센 0계 (도카이도 신칸센용 16량 편성 - 1999년 9월 18일 퇴역)
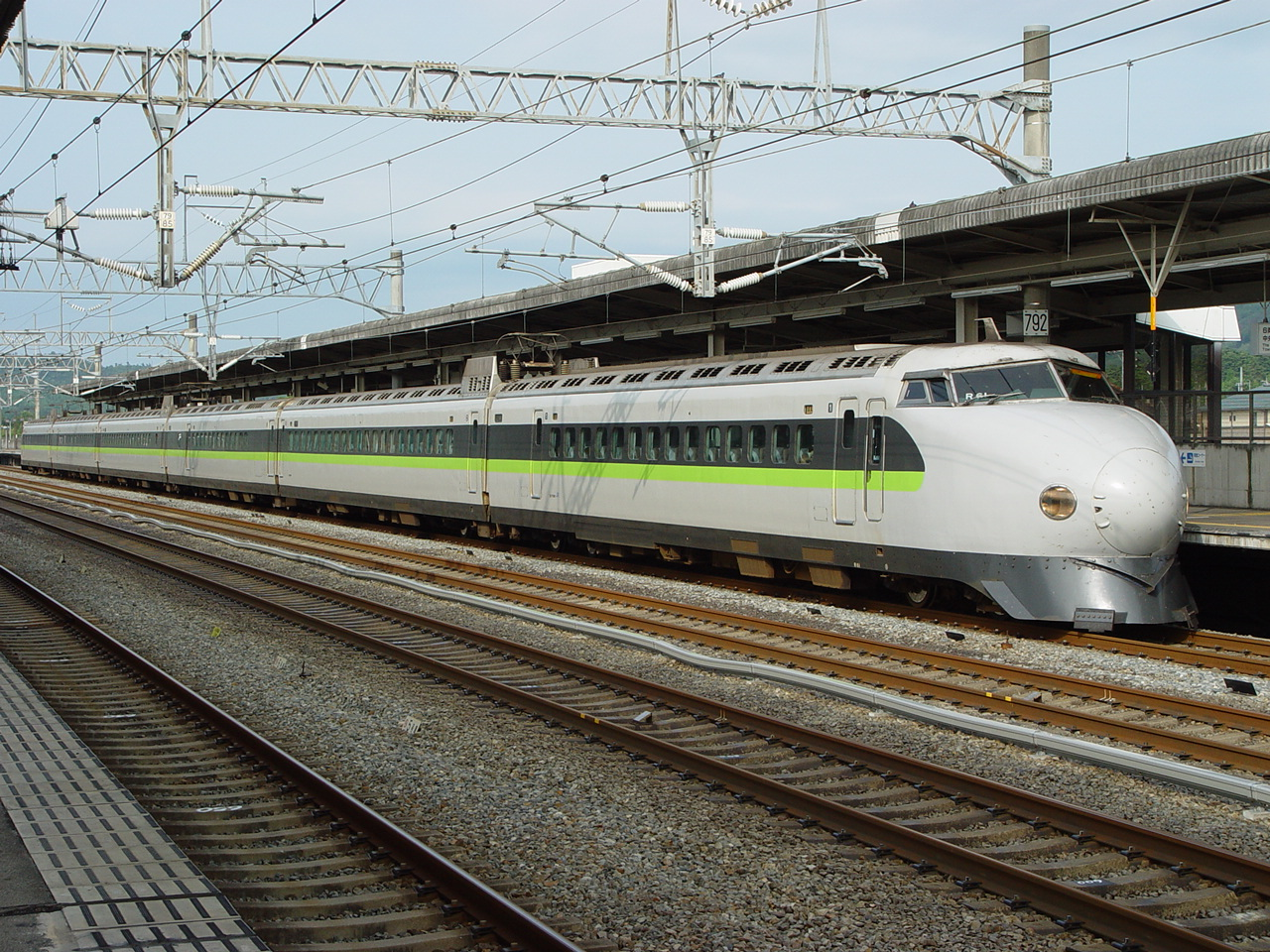
신칸센 0계 (산요 신칸센용 6량 편성 - 2008년 12월 14일 퇴역)
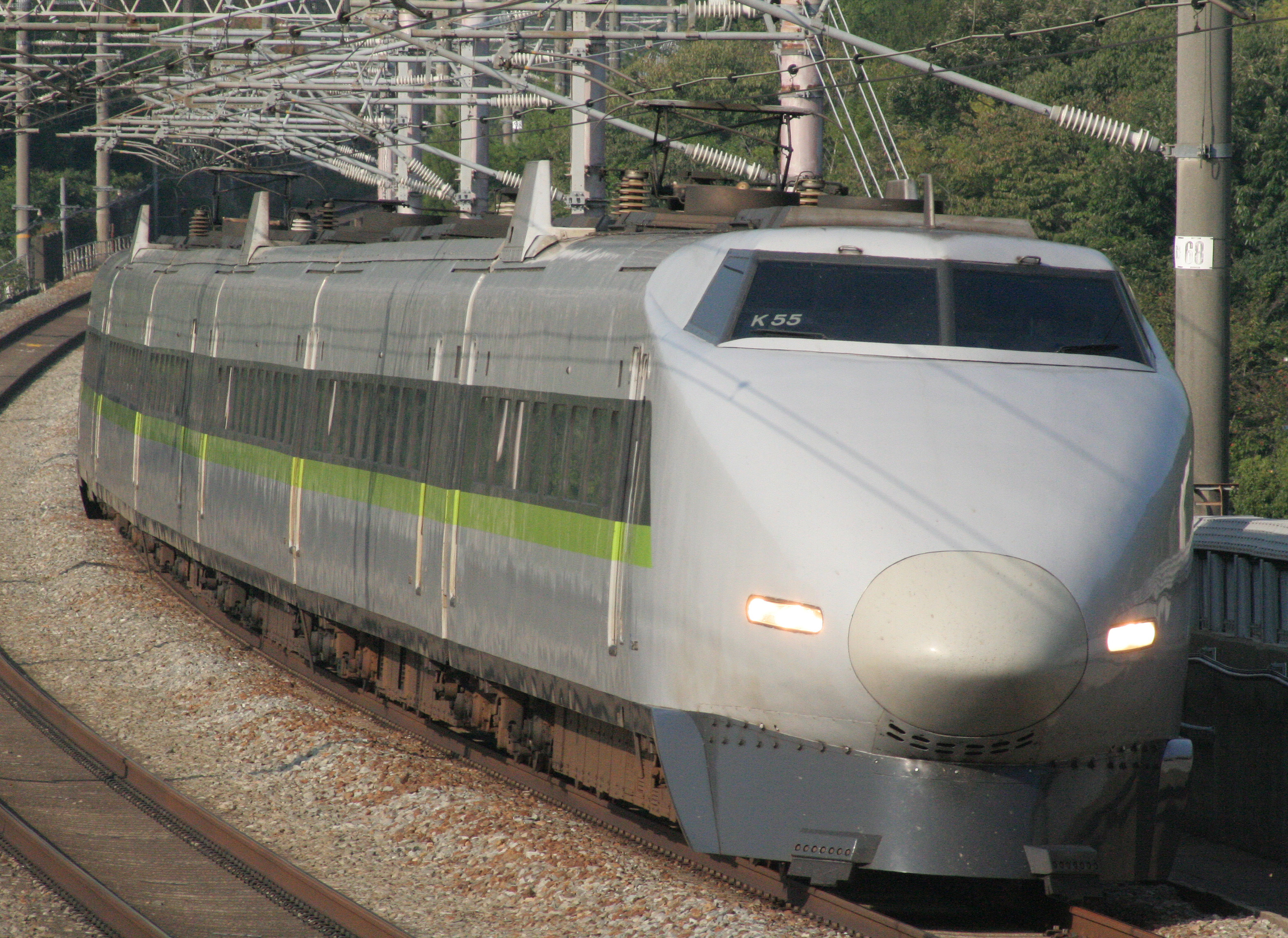
신칸센 100계
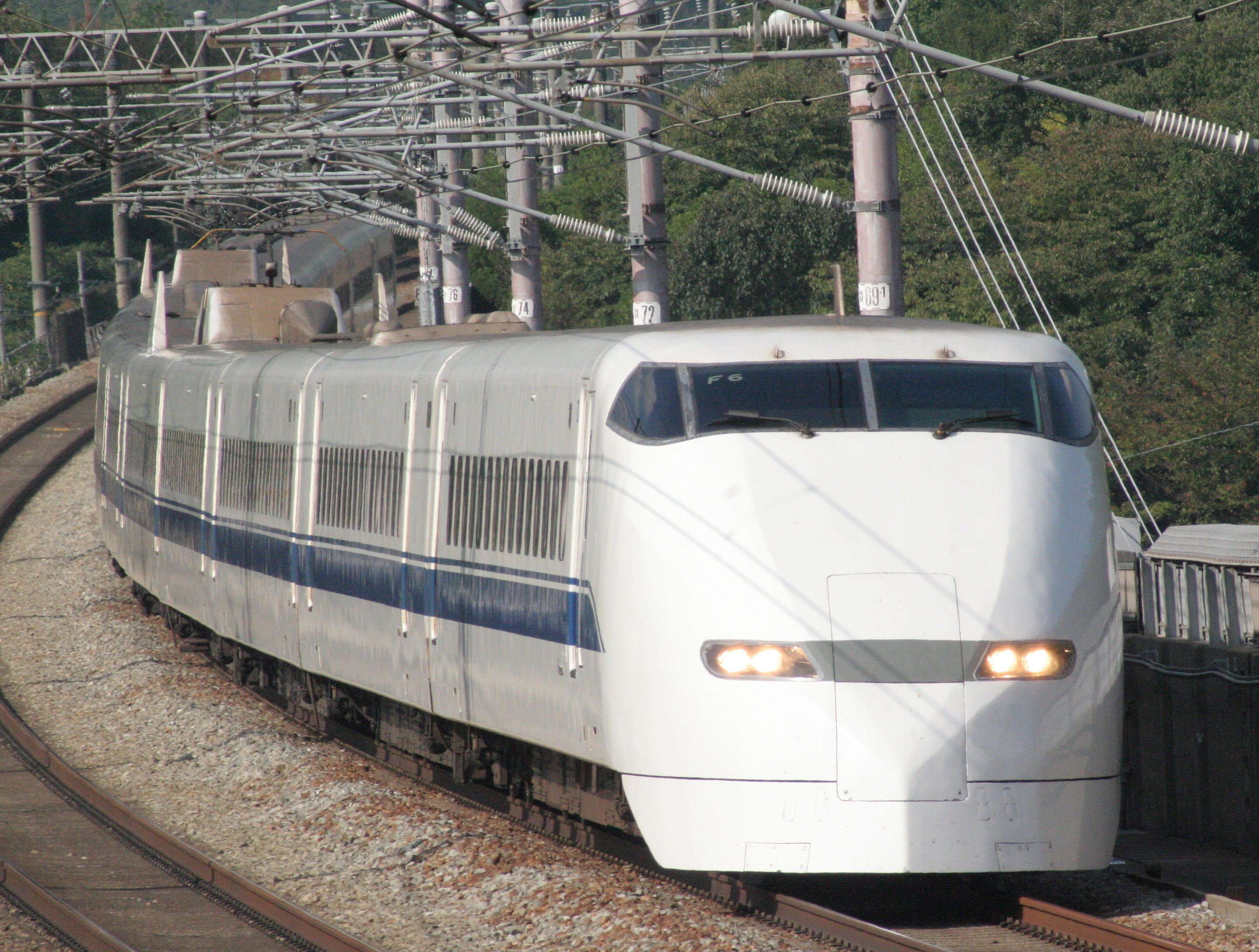
신칸센 300계

## 객차 구성

### 500계 7000번대 (산요 신칸센)
| 호차 | 1      | 2      | 3      | 4      | 5      | 6      | 7           | 8      |
| ---- | ------ | ------ | ------ | ------ | ------ | ------ | ----------- | ------ |
| 좌석 | 자유석 | 자유석 | 자유석 | 지정석 | 지정석 | 지정석 | 자유석      | 자유석 |
| 시설 |        |        |        | 전화   |        |        | 장애인 시설 | 전화   |

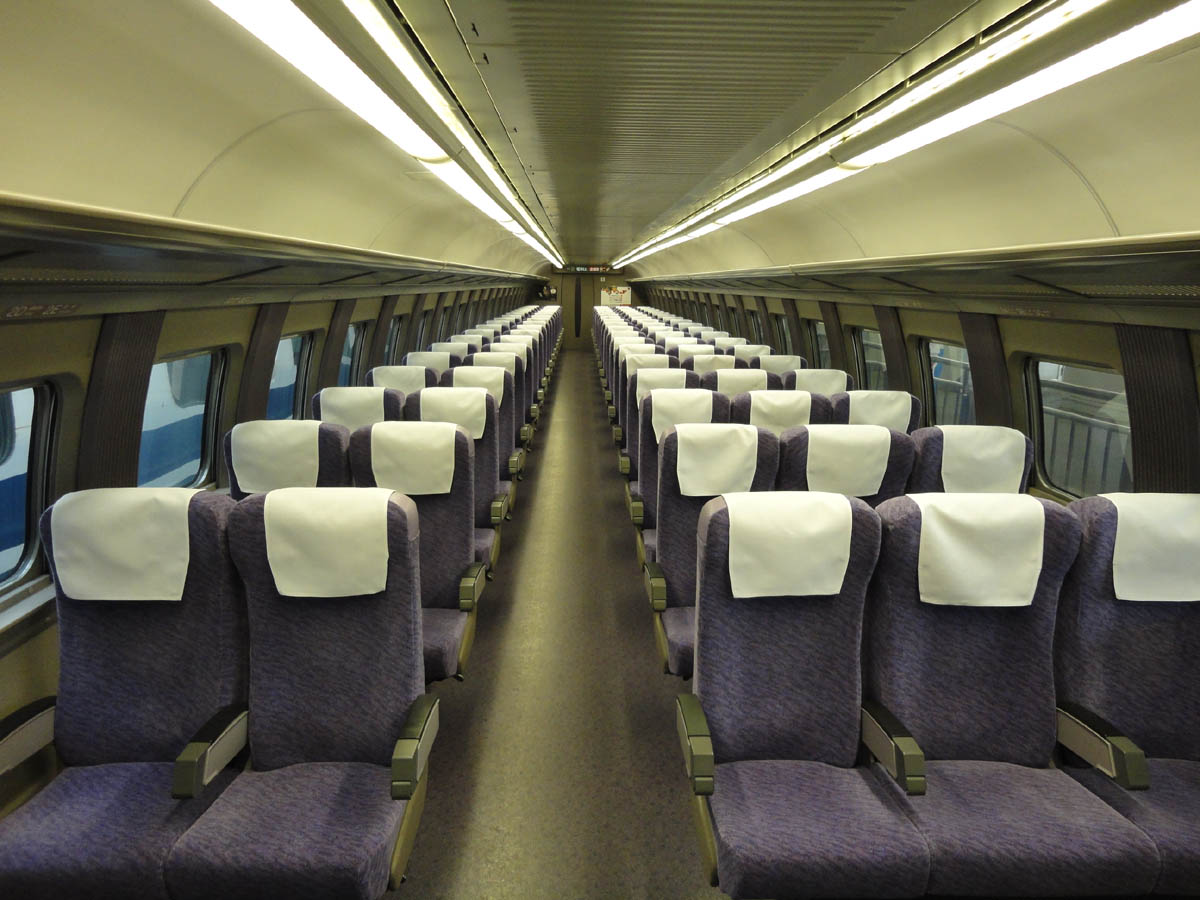
500계 7000번대 자유석
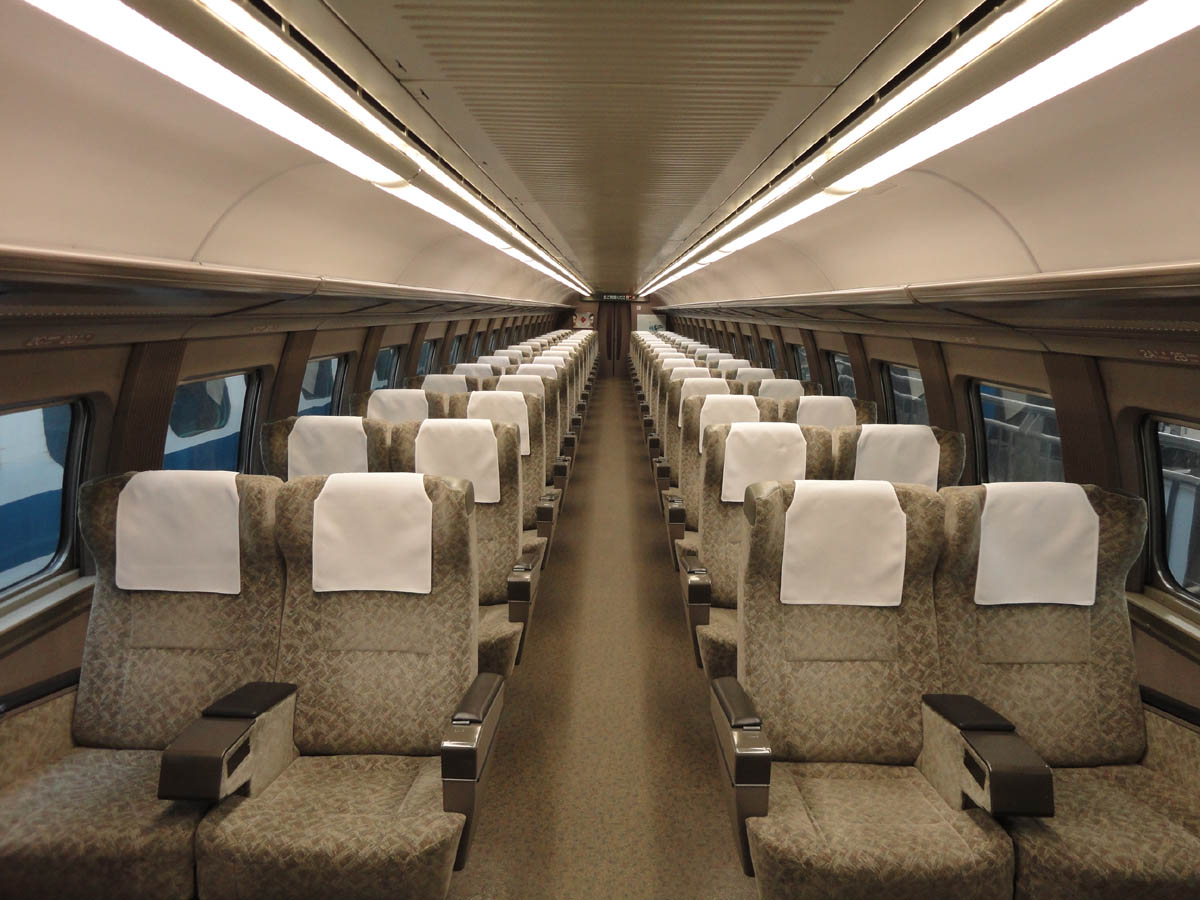
500계 7000번대 지정석
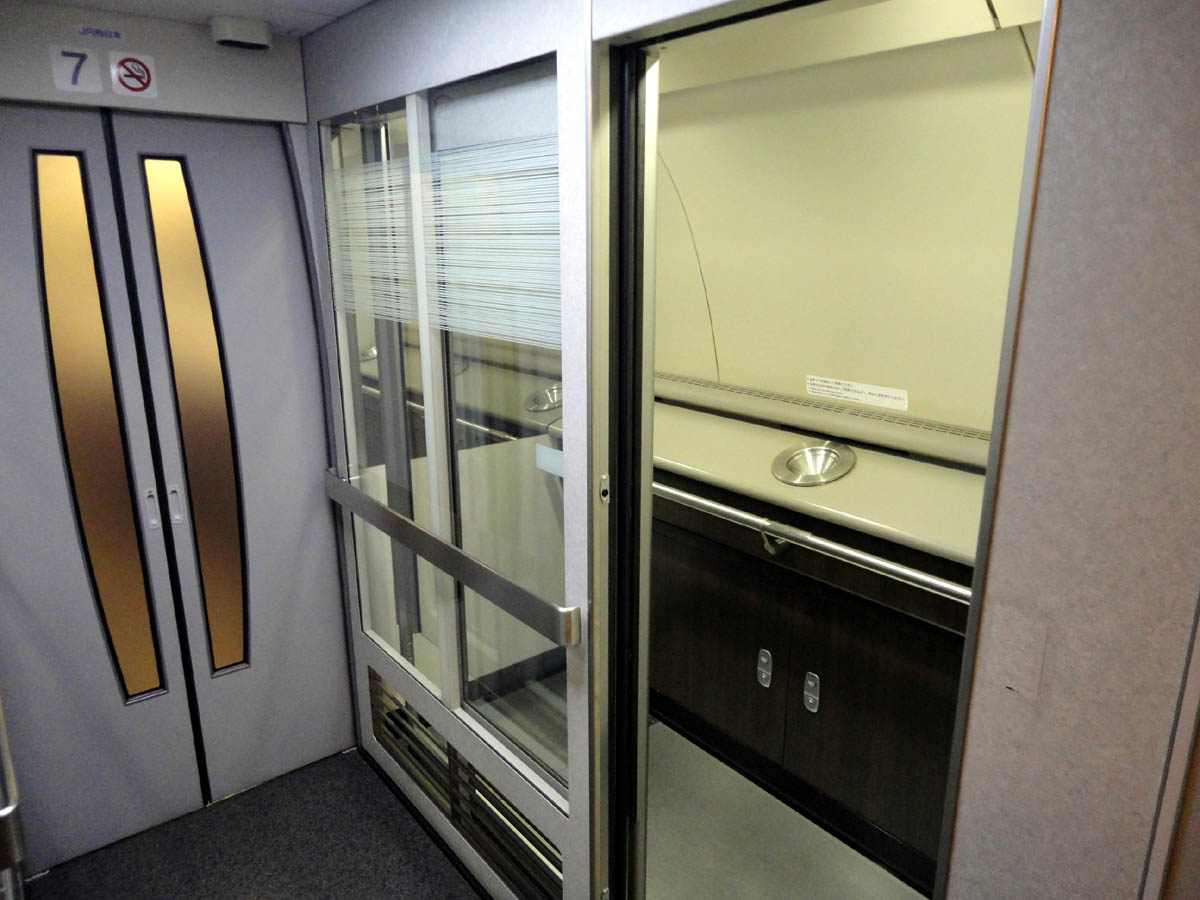
500계 7000번대 흡연석

### 700계 히카리 레일스타 (산요 신칸센)
| 호차 | 1      | 2      | 3      | 4      | 5      | 6      | 7           | 8      |
| ---- | ------ | ------ | ------ | ------ | ------ | ------ | ----------- | ------ |
| 좌석 | 자유석 | 자유석 | 자유석 | 지정석 | 지정석 | 지정석 | 자유석      | 자유석 |
| 시설 |        |        |        | 전화   |        |        | 장애인 시설 | 전화   |

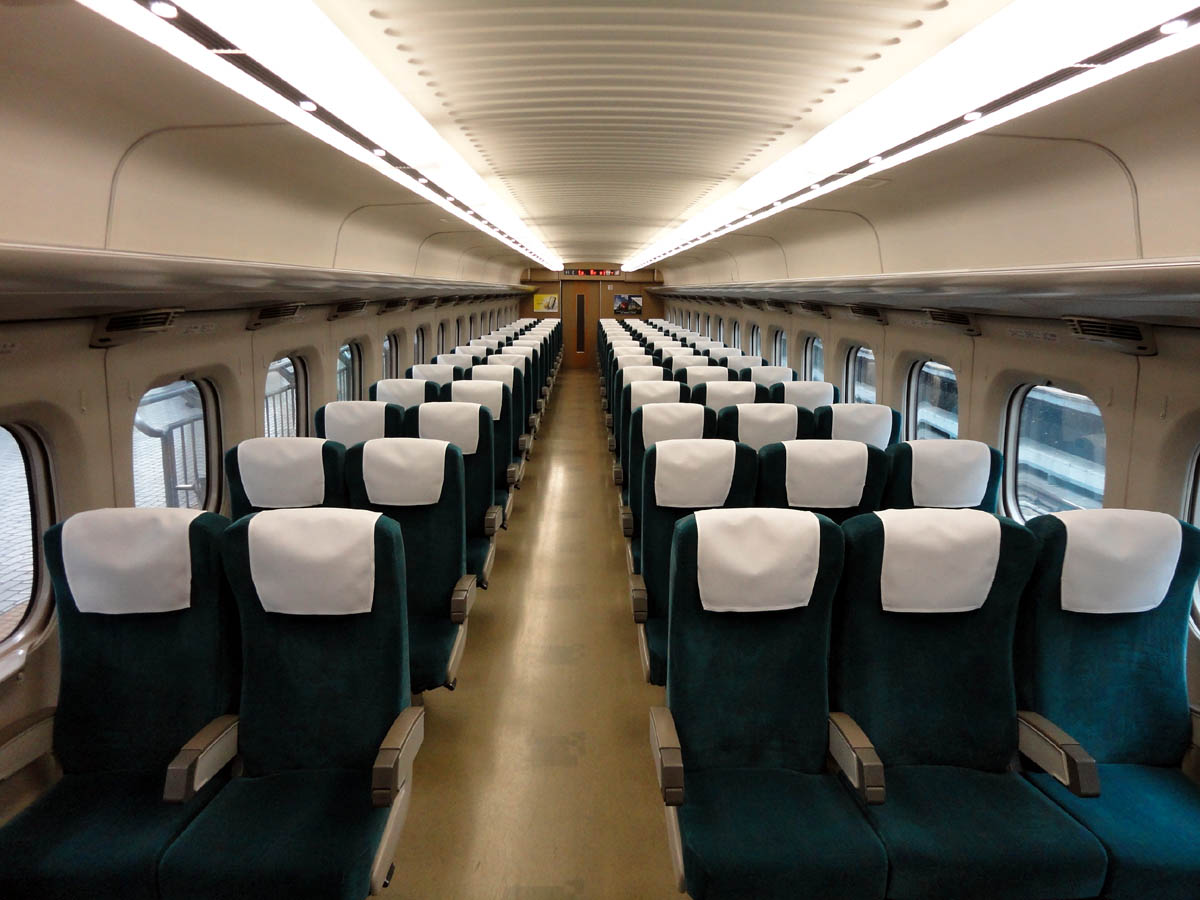
700계 7000번대 자유석
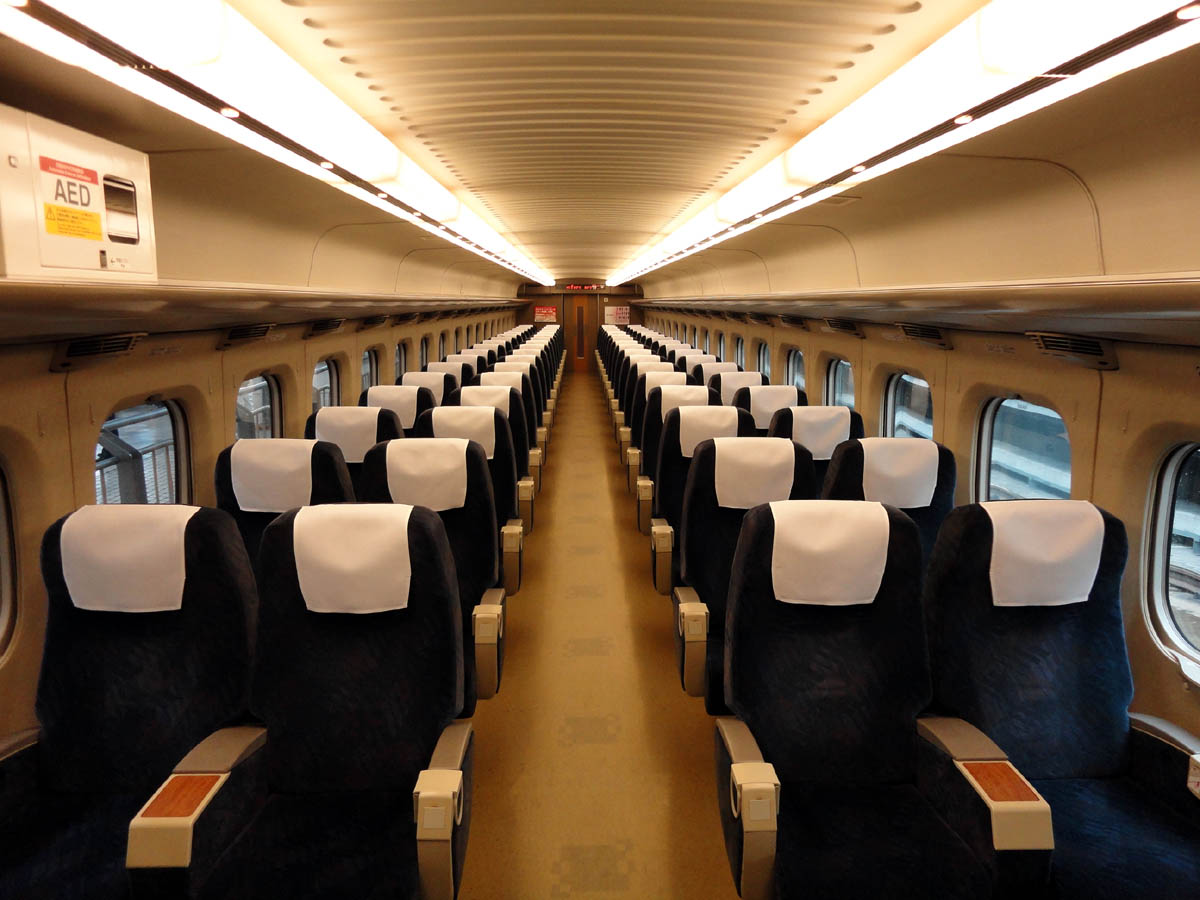
700계 7000번대 지정석

### N700계 (산요 신칸센 - 8량 편성)
| 호차 | 1      | 2      | 3      | 4      | 5      | 6      | 7           | 8      |
| ---- | ------ | ------ | ------ | ------ | ------ | ------ | ----------- | ------ |
| 좌석 | 자유석 | 자유석 | 자유석 | 지정석 | 지정석 | 지정석 | 자유석      | 자유석 |
| 시설 |        |        | 전화   |        |        |        | 장애인 시설 | 전화   |

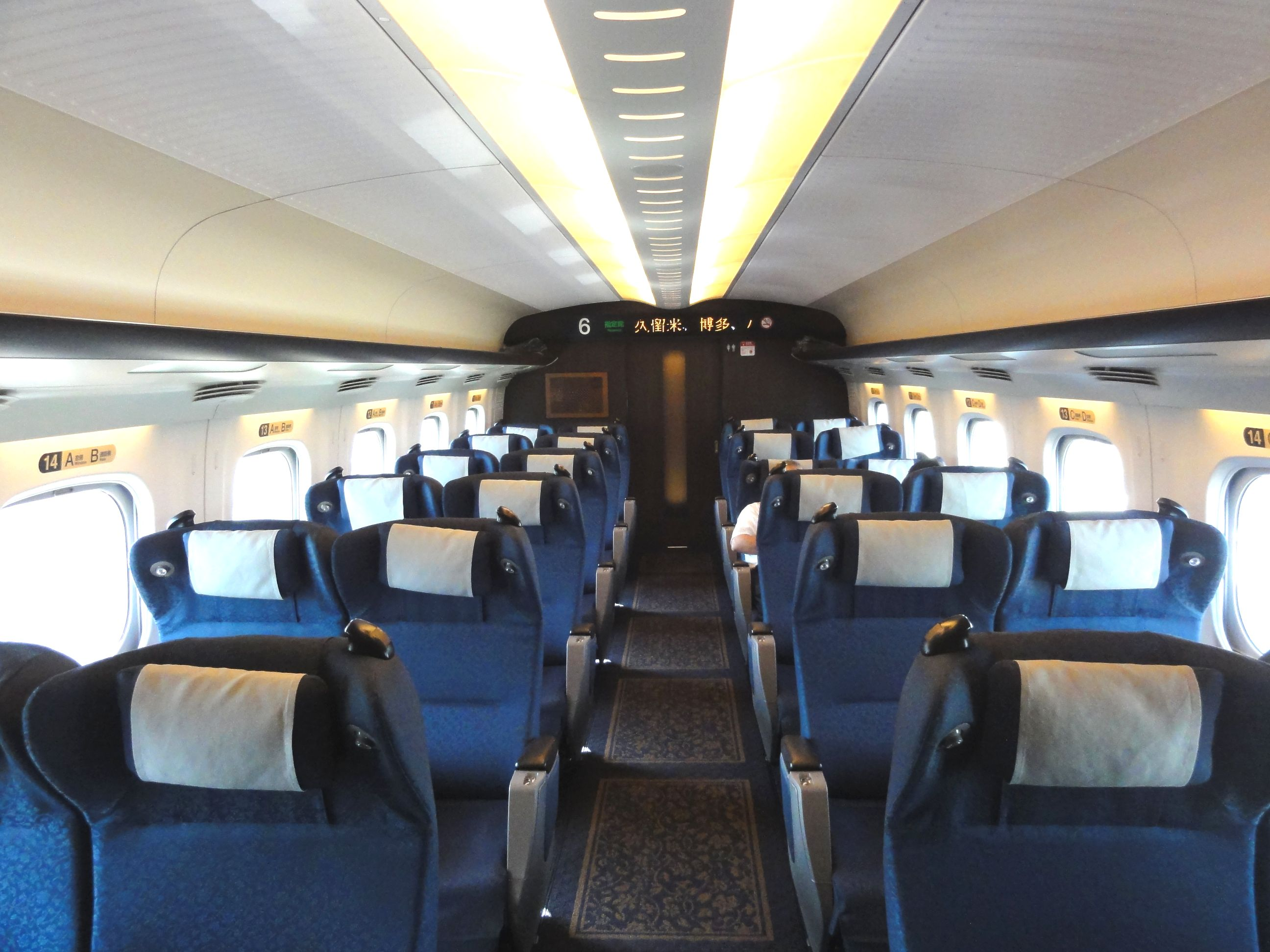
6호차 그린차
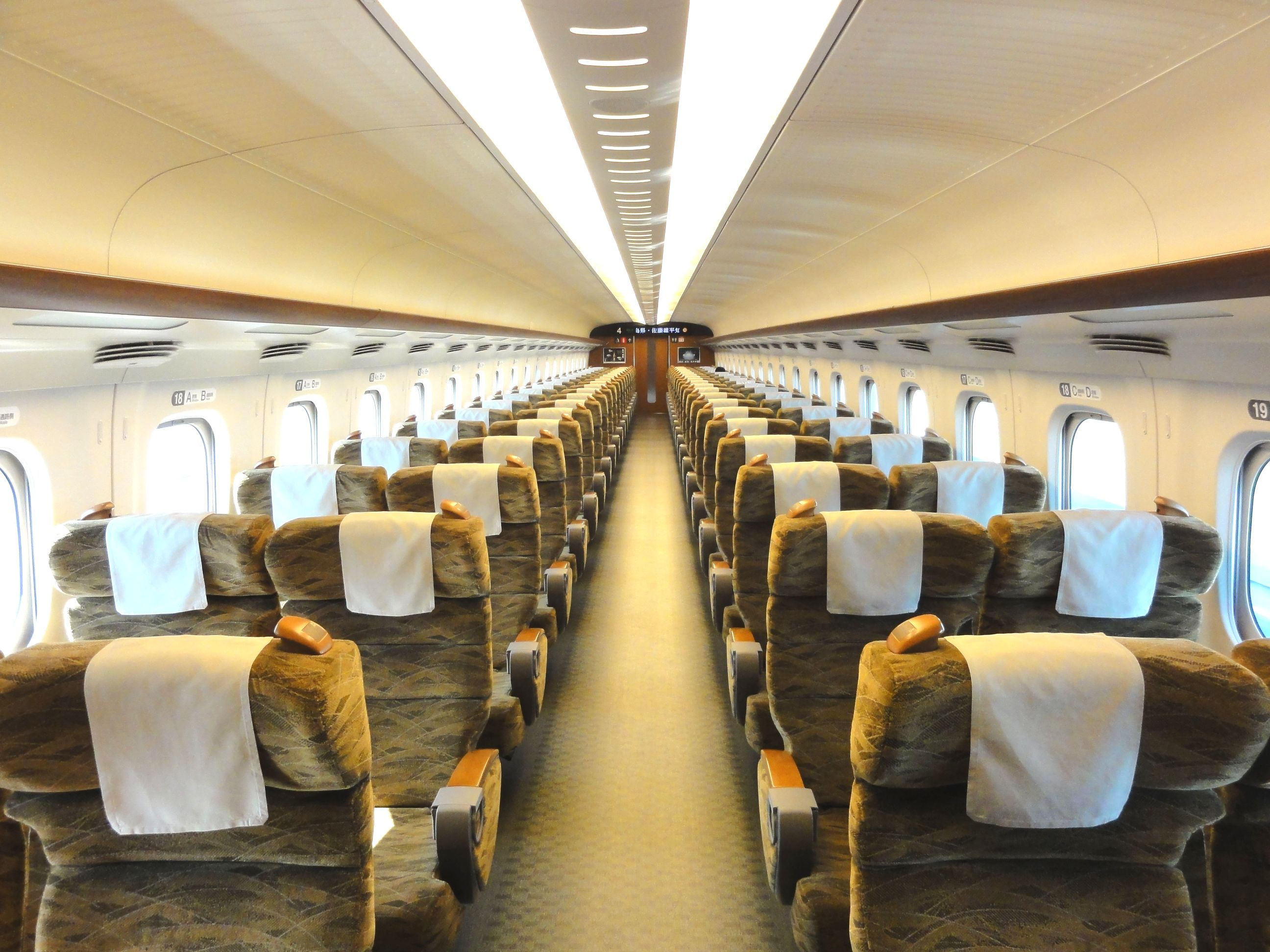
4호차 좌석
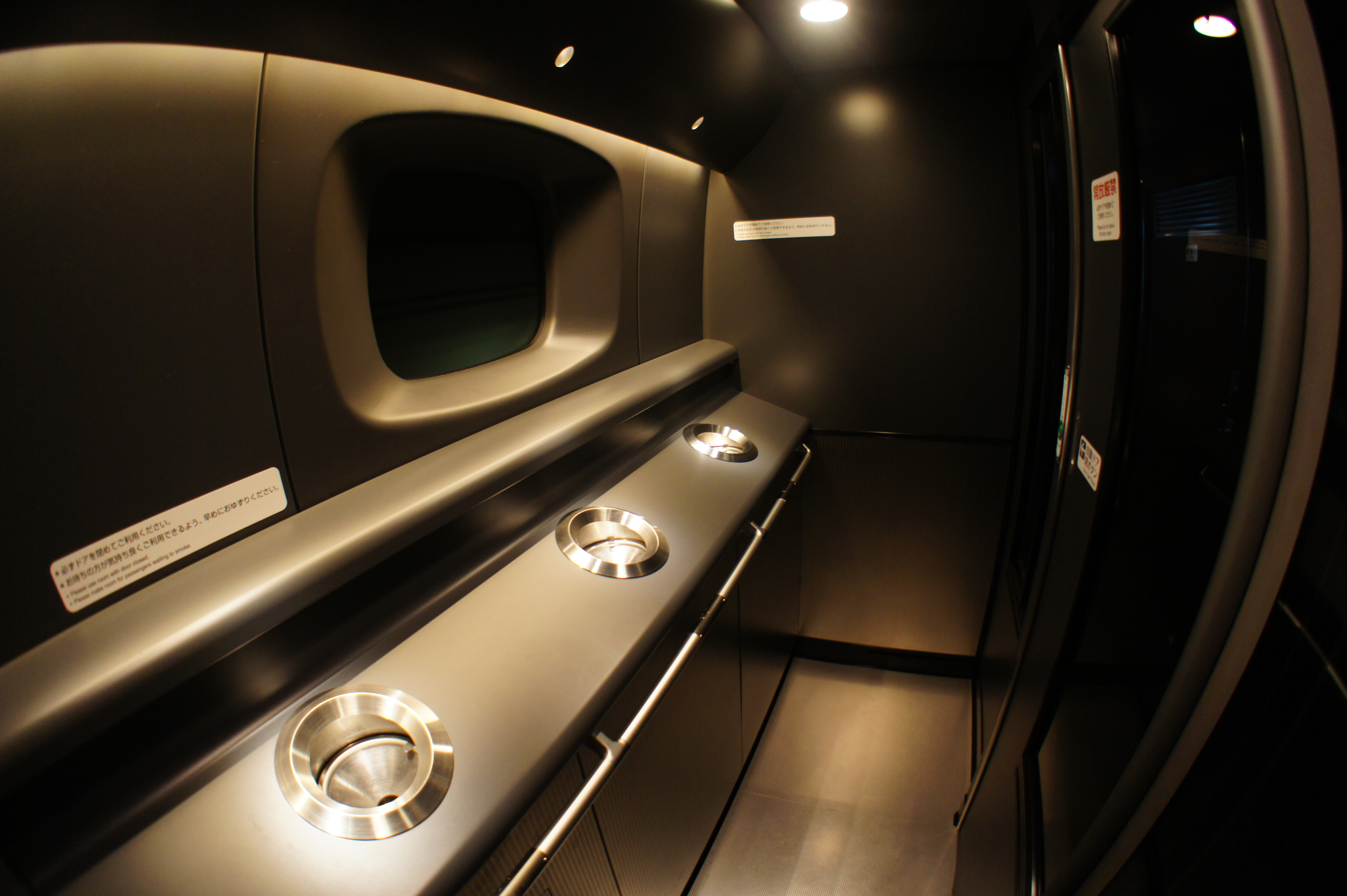
흡연석

### N700계/N700S계 (도카이도 신칸센 - 16량 편성)
| 호차 | 1      | 2      | 3      | 4      | 5      | 6      | 7      | 8      | 9      | 10     | 11          | 12     | 13     | 14     | 15     | 16     |
| ---- | ------ | ------ | ------ | ------ | ------ | ------ | ------ | ------ | ------ | ------ | ----------- | ------ | ------ | ------ | ------ | ------ |
| 좌석 | 자유석 | 자유석 | 자유석 | 자유석 | 자유석 | 자유석 | 자유석 | 그린차 | 그린차 | 그린차 | 지정석      | 지정석 | 자유석 | 자유석 | 자유석 | 지정석 |
| 시설 |        |        |        | 전화   |        |        |        |        |        |        | 장애인 시설 | 전화   |        |        | 전화   |        |

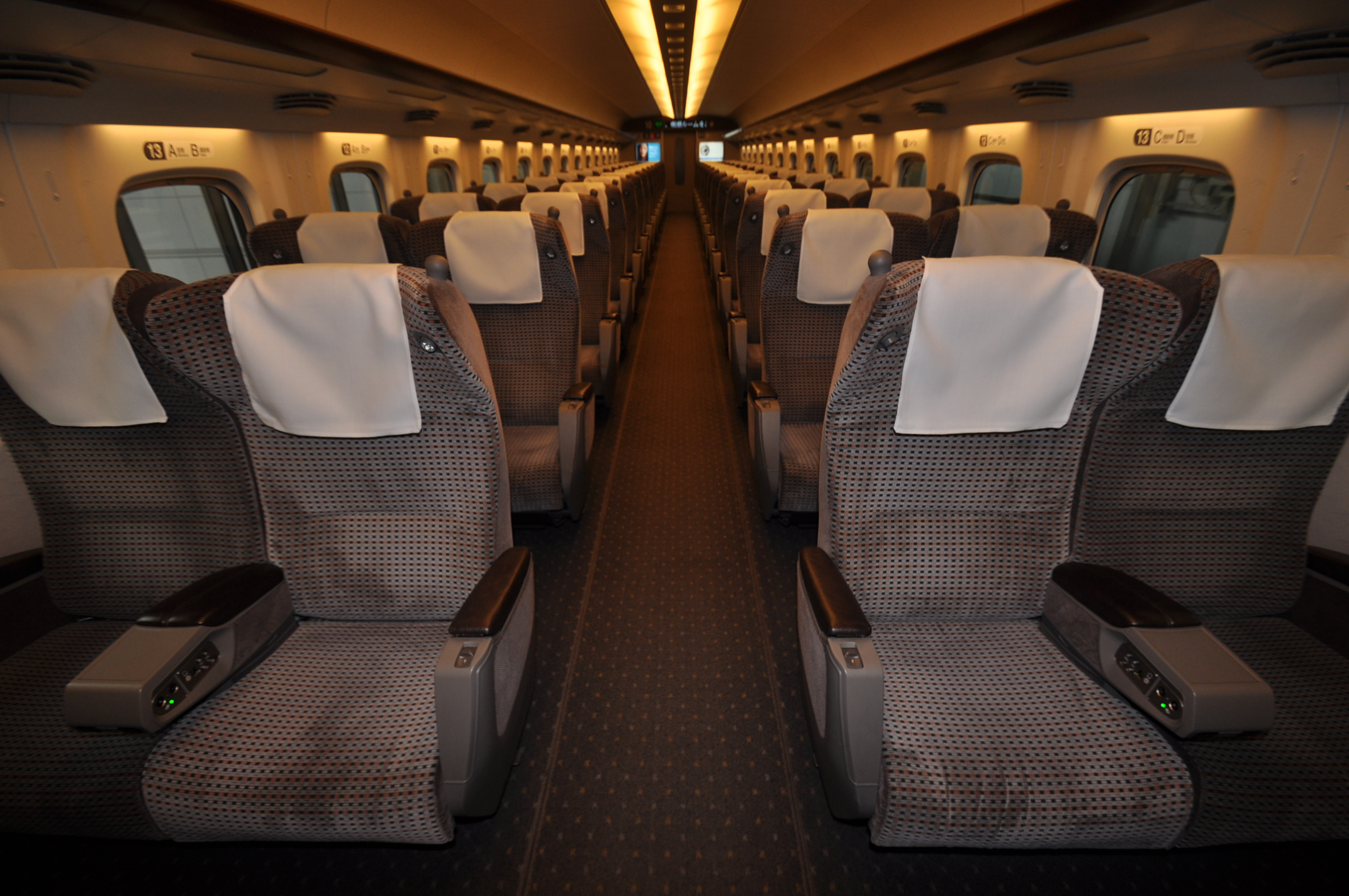
N700계 그린차
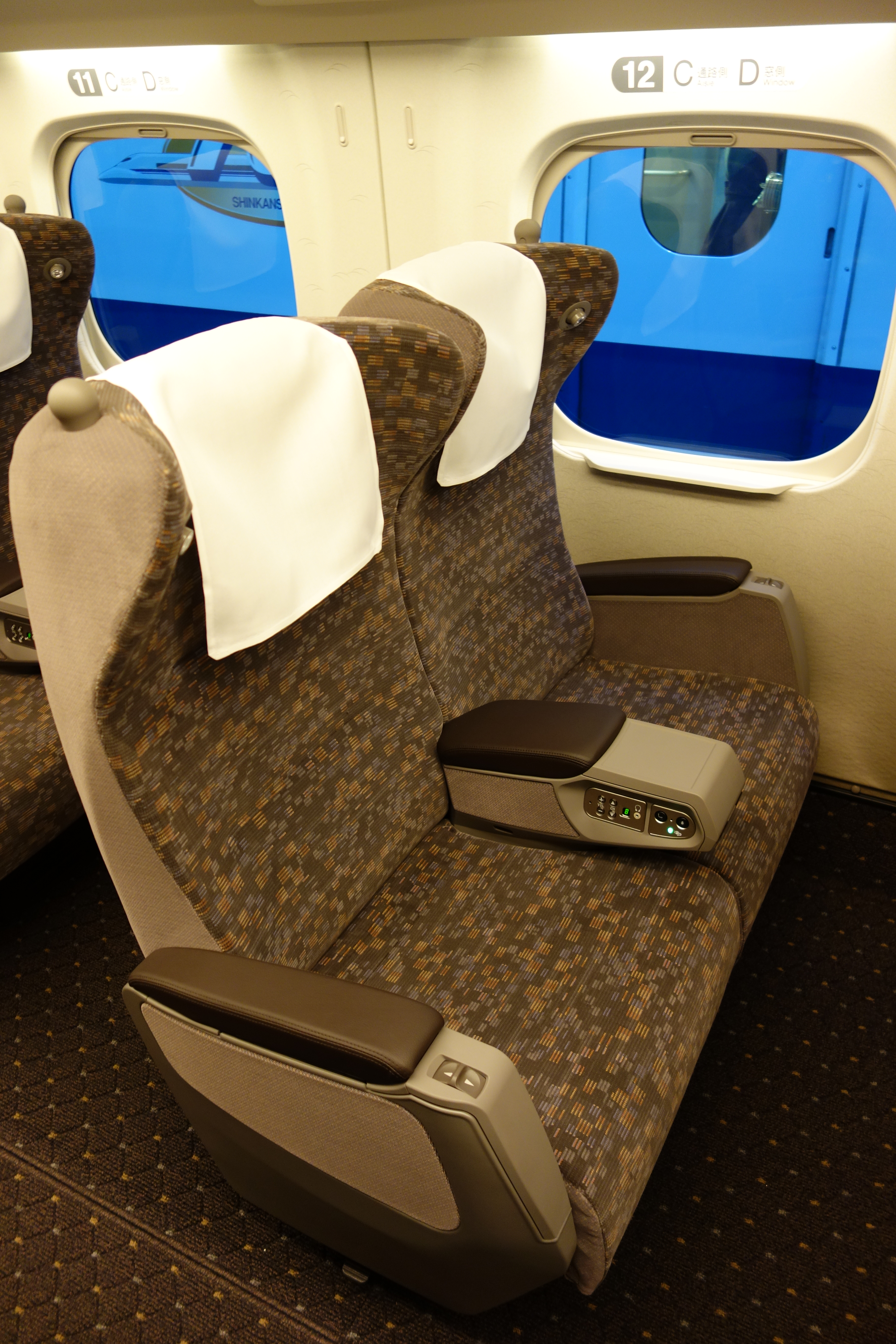
N700계 그린차 2인용 좌석
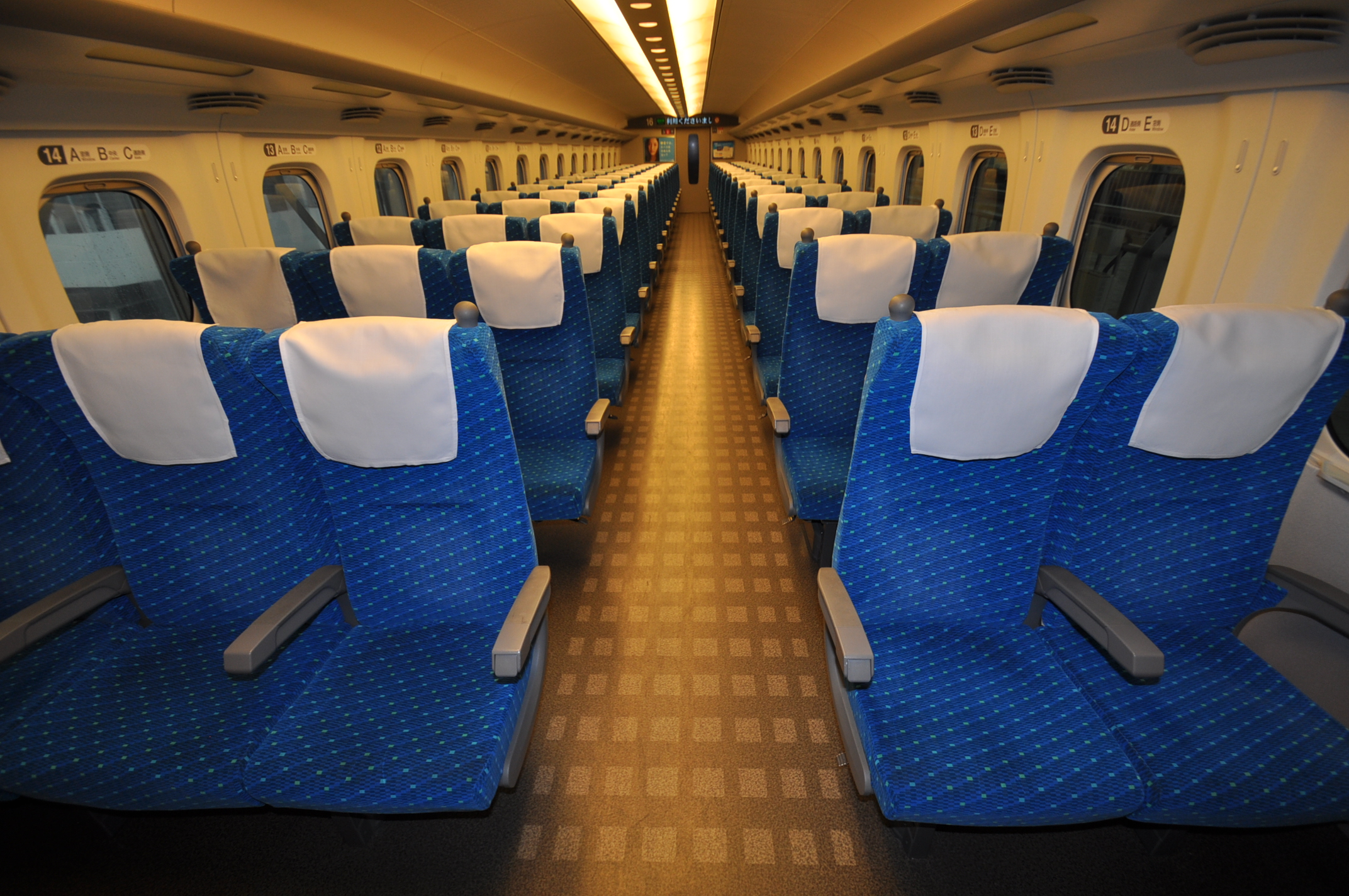
N700계 좌석
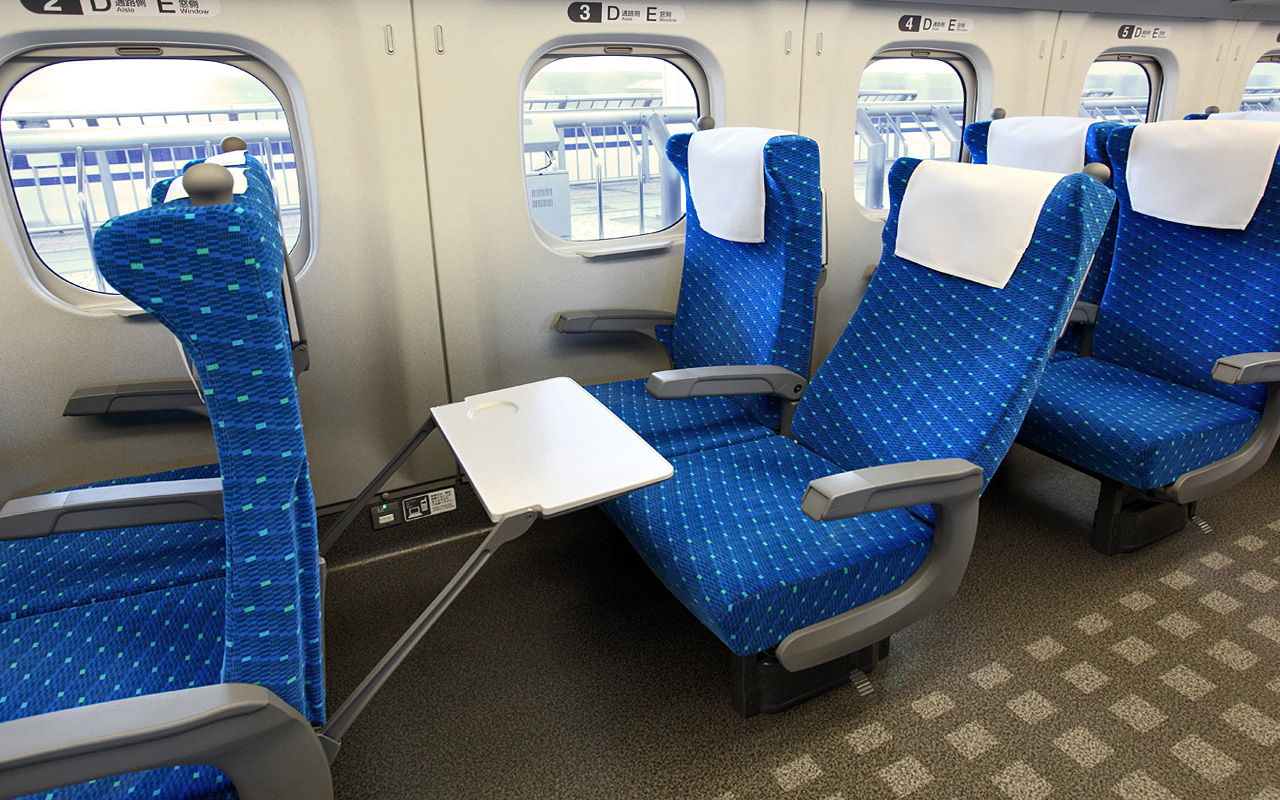
N700계 2인용 좌석
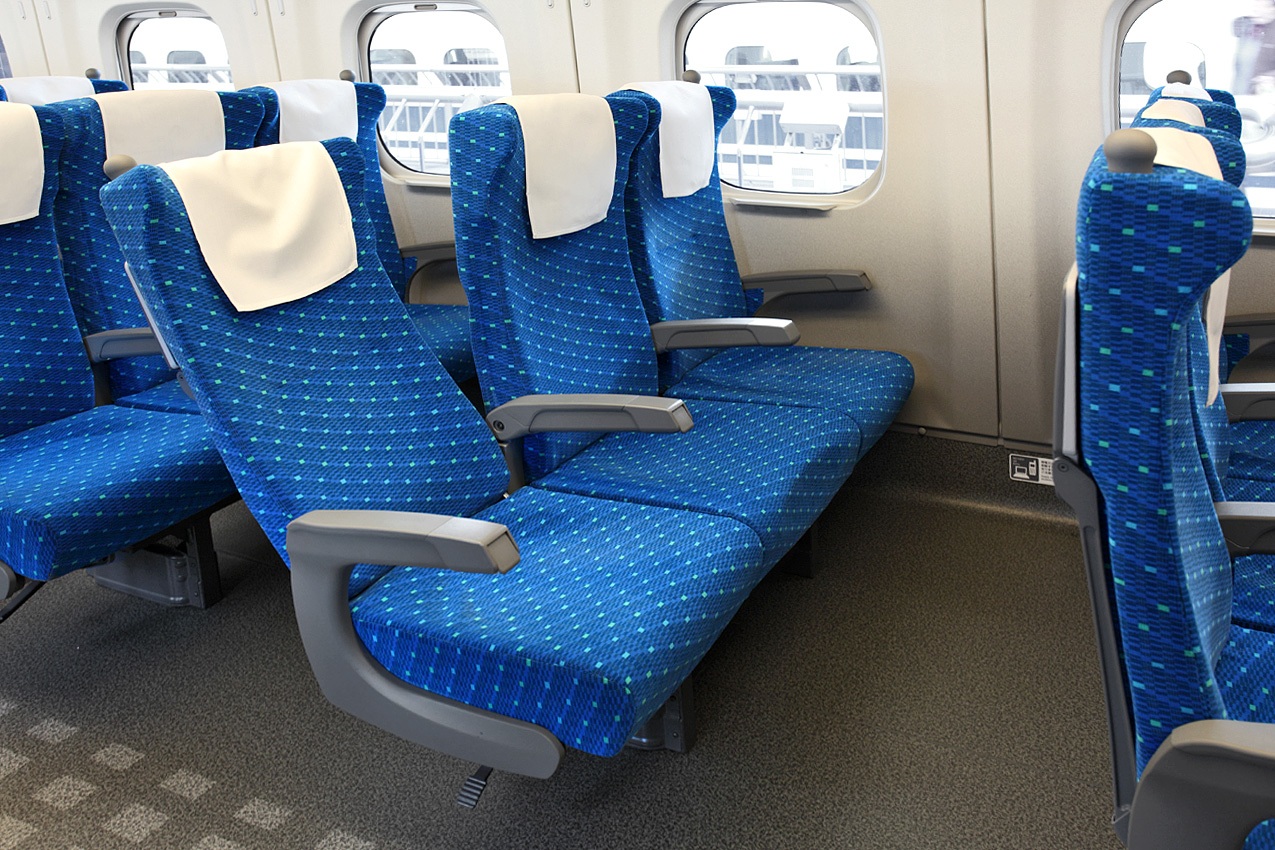
N700계 3인용 좌석
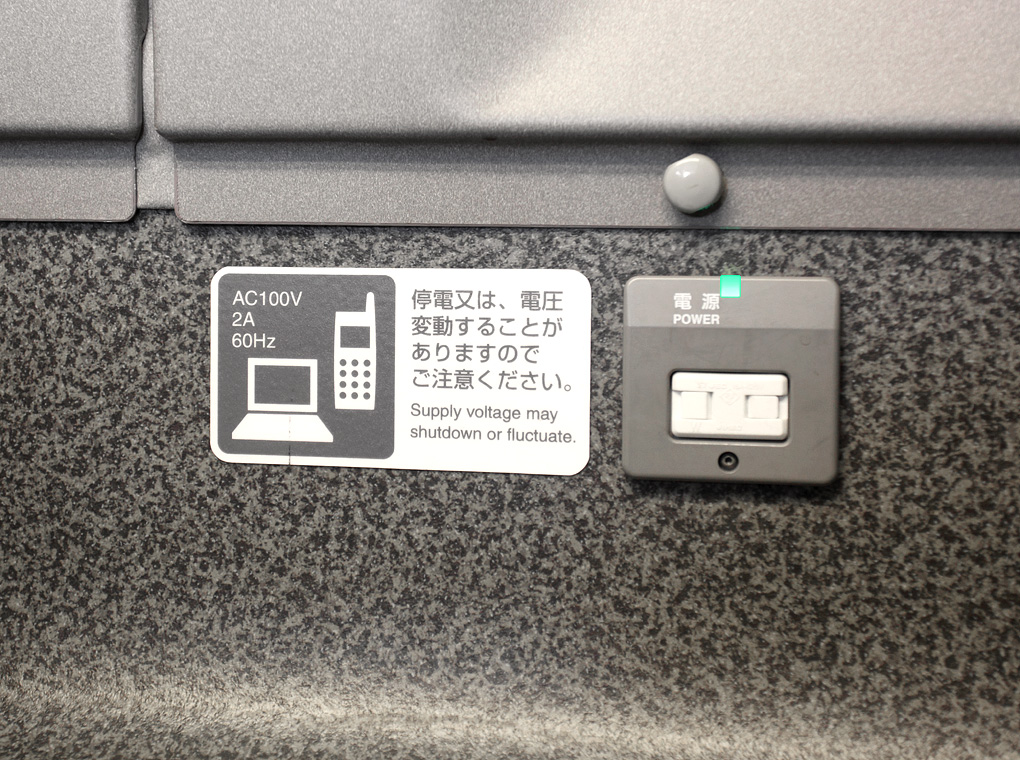
N700계 콘센트